# 大梅傑爾

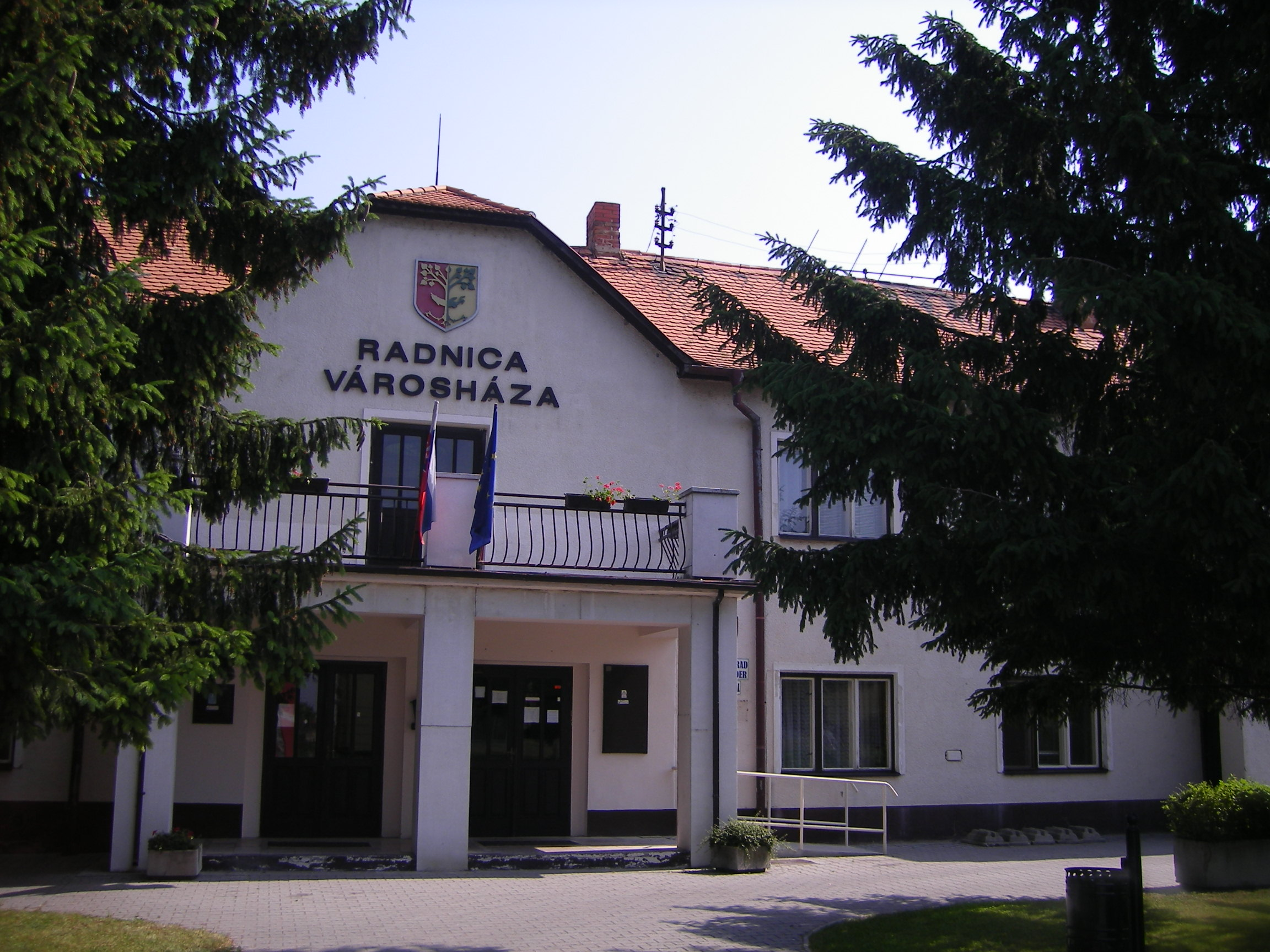

大梅傑爾是斯洛伐克的城鎮，位於該國西南部，由特爾納瓦州負責管轄，面積55.55平方公里，海拔高度112米，2005年人口8,968，其中八成居民是匈牙利人。

## 外部連結
- Town website（页面存档备份，存于）
- Veľký Meder ShtetLink (JewishGen.org)
- Spectacular Slovakia travelguide - Veľký Meder: From under the ground（页面存档备份，存于）